# Captafol
Captafol ist eine chemische Verbindung aus der Gruppe der Phthalimide und ist strukturell mit Captan und Folpet verwandt.

## Gewinnung und Darstellung
Captafol kann durch Reaktion des Natriumsalzes von 1,2,3,6-Tetrahydrophthalimid in Benzol mit 1,1,2,2-Tetrachlorethylsulfenylchlorid gewonnen werden.

## Eigenschaften
Captafol ist ein brennbarer farbloser Feststoff, der praktisch unlöslich in Wasser ist. Er zersetzt sich bei Erhitzung. Es hydrolysiert langsam in wässrigen Lösungen, jedoch schnell unter basischen Bedingungen.

## Verwendung
Captafol wird seit 1961 als Fungizid im Obstanbau, im Gemüse-, Zierpflanzen- und im Weinbau verwendet und dient zusätzlich der Saatgutbeizung. Die Wirkung beruht auf der Hemmung von Enzymen im Kohlenhydrat-, Aminosäure- und Phosphatstoffwechsel.

## Zulassung
Wegen der in Tierversuchen festgestellten karzinogenen Wirkung von Phthalimidverbindungen wurden in der BRD 1986 die Zulassung nicht verlängert.
Die Verwendung als Wirkstoff von Pflanzenschutzmitteln ist in der EU verboten. In Deutschland, Österreich und der Schweiz sind keine Pflanzenschutzmittel mit diesem Wirkstoff zugelassen.

## Sicherheitshinweise
Captafol kann Kontaktallergien auslösen und ist als krebserregend eingestuft.
Für den internationalen Handel mit der Substanz ist das Rotterdamer Übereinkommen zu beachten.